# Ernesto Vieira
Ernesto Vieira, mit vollständigem Namen auch Augusto Ferreira Ernesto Vieira, (* 24. Mai 1848 in Lissabon; † 26. April 1915 ebenda) war ein portugiesischer Musikschriftsteller und Klavierpädagoge.

## Leben
Der Autodidakt Vieira stammte aus ärmlichen Verhältnissen. Mit 12 Jahren begann er seine musikalische Ausbildung am Conservatório Nacional in Lissabon, wo er Unterricht im Flötenspiel und in der Harmonielehre erhielt. Er erlernte dort auch das Spielen auf dem Klavier und der Oboe. Er war später an der dortigen Academia de Amadores de Música als Klavierlehrer tätig. Er wirkte in unterschiedlichen Orchestern bei Theater- und Opernaufführungen mit.
Er gab das zweibändige portugiesische Musikerlexikon Diccionario biographico de musicos portuguezes (Lissabon 1900) heraus. Dieses enthält zahlreiche Musikerbiografien, die im zweibändigen Standardwerk Joaquim de Vasconcelos’ Os músicos portuguezes (Porto, 1870) noch fehlen. Zudem verfasste er als Mitarbeiter Artikeln für Musikzeitschriften wie Gazeta Musical, Eco Musical oder Arte Musical. Vieira veröffentlichte zudem einige didaktische Werke. Er besaß eine Sammlung von Manuskripten der portugiesischen Musik aus dem 17. bis 19. Jahrhundert, die in der Biblioteca Nacional in Lissabon aufbewahrt werden.

## Schriften (Auswahl)
- Diccionario musical contendo todos os termos technicos … ornado com gravuras e exemplos de música. 2. Auflage, Lambertini, Lissabon 1899 (purl.pt).
- Diccionario biographico de musicos portuguezes. Band 1, Lambertini, Lissabon 1900 (purl.pt).
- Diccionario biographico de musicos portuguezes. Band 2, Lambertini, Lissabon 1900 (purl.pt).